# Abisko

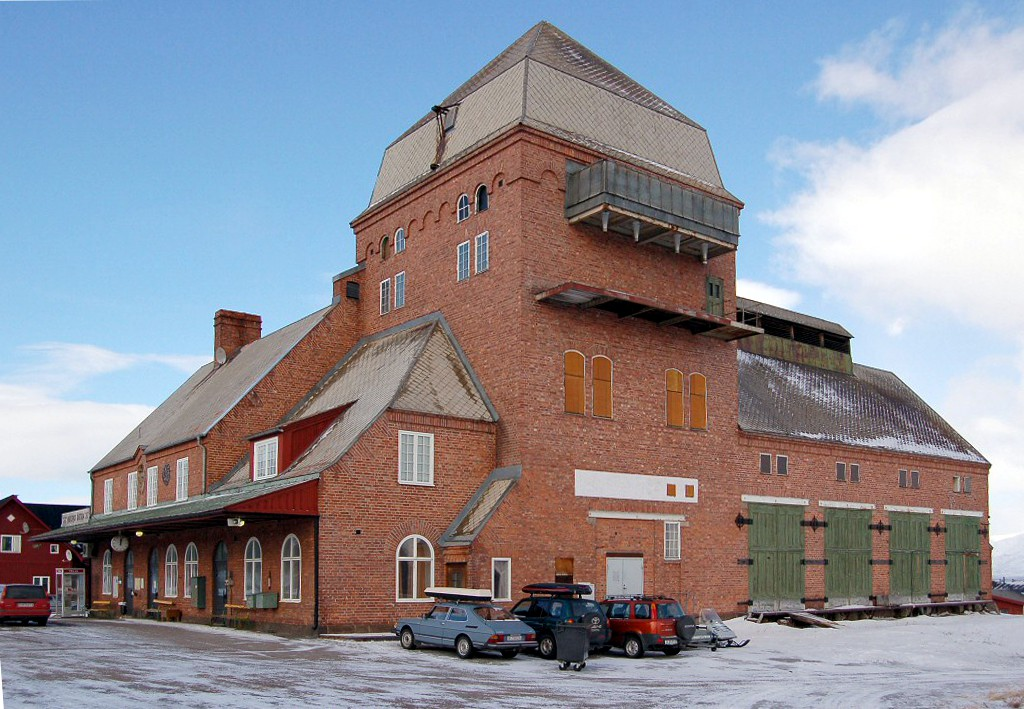
Železniční stanice Abisko Östra

Abisko (severní sámštinou Ábeskovvu) je vesnice v Laponsku na severu Švédska, zhruba 200 km severně od polárního kruhu, v blízkosti národního parku Abisko, který se nachází 4 km západně od vesnice. Bydlí zde asi 140 obyvatel. Leží na břehu jezera Torneträsk na území komuny Kiruna.
V okolí vesnice se běžně vyskytuje permafrost, i když tato věčně zmrzlá půda v nízkých nadmořských výškách mizí v důsledku globálního oteplování a zvýšeného množství sněhu.

## Název
Severosámský název vesnice Ábeskovvu znamená zhruba "les u velké vody", přičemž "velká voda" odkazuje na řeku Abiskojåkka (nikoliv na řeku Torneträsk, jak by se mohlo zdát).

## Historie
Historie Abiska začíná stavbou železniční trati Malmbanan (Rudná dráha) v letech 1899-1902. Během stavby Malmbanan byl významným projektem tunel skrz horu Nuolja a mnoho dělníků na stavbě tunelu zde několik let žilo. Na řece Abiskojåkka byla postavena dočasná vodní elektrárna, která zajišťovala energii pro ražbu tunelu. Po dokončení železnice koupila Švédská turistická asociace (Svenska Turistföreningen, STF) jeden z domů poblíž řeky a začala v něm v roce 1903 ubytovávat turisty. Od té doby se cestovní ruch stal důležitým pro rozvoj obce.

## Doprava
Vesnice leží na elektrifikované železniční trati Malmbanan, vedoucí z Luleå přes Kirunu do norského přístavu Narvik. Jsou tu dvě stanice, přímo ve vesnici Abisko je stanice Abisko Östra [východ] a druhá je zastávka Abisko Turistststation [Abisko turistická stanice], asi 2 km severozápadně. Stojí tu osobní vlaky provozované společností SJ AB, které denně spojují Stockholm s norským městem Narvik, a další regionální vlaky zajišťují spojení na této trati. Do Abiska se lze dostat také autem po silnici E10, která od počátku 80. let 20. století spojuje Kirunu a Narvik. Mezi další místní formy dopravy patří pěší turistika a v zimě jízda se psím spřežením. Na místo pod vrcholem nedaleké hory Nuolja vede sedačková lanovka.

## Cestovní ruch
Dálková turistická trase Kungsleden dlouhá 460 km, která kopíruje Skandinávské pohoří, začíná (nebo končí) u turistické stanice Abisko (sestávající ze stejnojmenné železniční stanice a turistické stanice Abisko) (asi 2 km západně od samotné obce) a prochází stejnojmenným národním parkem. Další dálková trasa Nordkalottleden využívá stezky v parku jako součást svého dlouhého průchodu. Turistická stanice Abisko, kterou provozuje Švédská turistická asociace (Svenska Turistföreningen, STF), poskytuje ubytování, stravu a další služby mnoha návštěvníkům parku a je jedním z mnoha podobných zařízení pravidelně rozmístěných podél stezky Kungsleden.
Národní park je známý možnostmi běžeckého lyžování, chůze na sněžnicích a dalšími zimními sporty (hora Nuolja a nedaleký Björkliden poskytují možnosti běžeckého lyžování a freeridu). Vzhledem k tomu, že Abisko leží 200 km severně od polárního kruhu, mohou si letní turisté užívat půlnoční slunce, zatímco pro zimní návštěvníky může být poloha bez světelného znečištění ideální pro pozorování polární záře. Jednou z nejuznávanějších přírodních památek je Lapporten, údolí ve tvaru písmene U viditelné z Abiska. Abisko také leží na břehu jezera Torneträsk o rozloze 330 km2.

## Výzkumná stanice
V Abisku se nachází vědecká výzkumná stanice Abisko, která je důležitým centrem pro výzkum arktické ekologie a klimatických změn. Na výzkumné stanici sídlí Centrum pro výzkum dopadů klimatických změn Univerzity v Umeå, kde se provádí výzkum, vzdělávání a osvětová činnost v oblasti vodní a suchozemské ekologie.

## Klima
Abisko má subpolární podnebí (Dfc), typické pro severní Švédsko v Laponsku. Léta jsou chladná a deštivá s chladnými nocemi. Zimy jsou dlouhé a chladné, ale poněkud zmírněné mírným Golfským proudem proudícím od západu. V zimě je sněhová pokrývka je často skromná, s výjimkou mírnějších zim, kdy mořský vzduch přináší více srážek. To vše znamená, že Abisko má navzdory chladným létům mírnější průměrnou roční teplotu než Kiruna. Srážky vrcholí v létě. Abisko je na švédské poměry velmi oblačnou obcí, ale zároveň je jedním z nejsušších míst v zemi, protože se nachází ve srážkovém stínu Skandinávského pohoří. Rozdíl mezi ním a relativně nedalekým Riksgränsenem je extrémní, v Abisku spadne mnohem méně než polovina srážek.